# Hans-Ulrich Pfaffmann

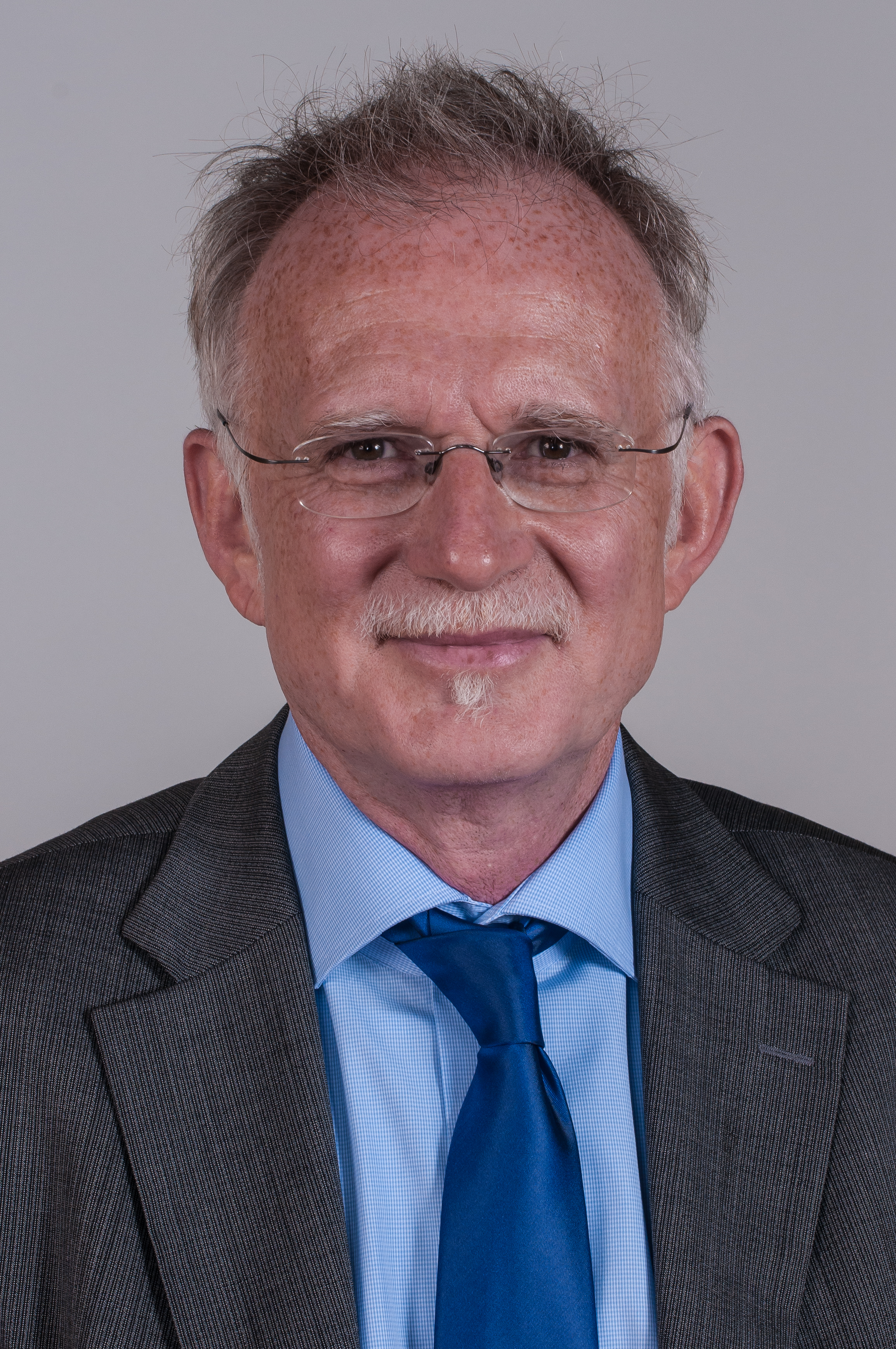
Hans-Ulrich Pfaffmann, 2012

Hans-Ulrich Pfaffmann (* 18. Januar 1956 in Annweiler) ist ein bayerischer Politiker (SPD) und ehemaliges Mitglied des Bayerischen Landtags.

## Biografie
Hans-Ulrich Pfaffmann besuchte von 1966 bis 1971 das Gymnasium und machte von 1971 bis 1974 eine kaufmännische Ausbildung. Nachdem er von 1975 bis 1978 eine Berufsausbildung zum Krankenpfleger angeschlossen hatte, arbeitete er in diesem Beruf, u. a. als Stationsleiter, in Krankenhäusern in Homburg, Karlsruhe, Mannheim, Landau und München. Ab 1984 baute Pfaffmann in München die Intensivstation für Schwerbrandverletzte am Klinikum Bogenhausen auf. Von 1984 bis 1990 war er an derselben Klinik Personalratsvorsitzender. Hans-Ulrich Pfaffmann ist verheiratet, hat fünf Kinder und fünf Enkelkinder.

### Politischer Werdegang
1980 trat Pfaffmann in die SPD ein. Am 24. Mai 2003 wurde er auf dem Bezirksparteitag in Grafing zum stellvertretenden Vorsitzenden der SPD Oberbayern gewählt und am 30. April 2005 in Murnau in diesem Parteiamt bestätigt. Bei der nächsten Vorstandswahl 2007 kandidierte Pfaffmann nicht mehr für dieses Amt. 2008 wurde Hans-Ulrich Pfaffmann stellvertretender Vorsitzender der Münchner SPD. Er hat die Wahlkämpfe der Kommunalwahlen 2003 und 2008 in München für Christian Ude und die Münchner SPD verantwortlich geleitet. Im Mai 2009 wurde Pfaffmann auf Vorschlag des damaligen Vorsitzenden der Münchner SPD Franz Maget vom Parteitag zu dessen Nachfolger gewählt und am 7. Mai 2011 mit 82 von 126 Stimmen erneut als Vorsitzender der Münchner SPD bestätigt.
Am 18. März 1990 und am 10. März 1996 wurde Hans-Ulrich Pfaffmann in den Münchner Stadtrat gewählt, dem er bis 1998 angehörte. Er war gesundheitspolitischer Sprecher der SPD-Stadtratsfraktion. Am 13. September 1998 errang Pfaffmann über die SPD-Wahlkreisliste Oberbayern erstmals ein Landtagsmandat, das er am  21. September 2003 und am 28. September 2008 wieder erlangen konnte. In seinem Stimmkreis München-Bogenhausen hatte er 1998 33,0 %, im Jahr 2003 30,2 % und im Jahr 2008 27,1 % der Erststimmen auf sich vereinigt. Von Dezember 2004 bis Februar 2007 war er Mitglied im „Untersuchungsausschuss Staatsministerin Monika Hohlmeier“, der sich mit der „Münchner CSU-Affäre“ beschäftigte.
Am 21. September 2005 wählte ihn die SPD-Landtagsfraktion zu ihrem bildungspolitischen Sprecher. Pfaffmann war bis zum Ende der Legislaturperiode 2008 stellvertretender Vorsitzender des Ausschusses für Bildung, Jugend und Sport im Bayerischen Landtag. In dieser Funktion hat sich Pfaffmann Verdienste um die bayerische Bildungs- und Schulpolitik erarbeitet und galt als ernsthafter Gegenspieler des bis September 2008 amtierenden bayerischen Kultusministers Schneider. Er hat das bildungspolitische Programm der bayerischen SPD neu formuliert. In der aktuellen Amtszeit des bayerischen Landtages ab Oktober 2008 fungierte Pfaffmann zunächst als Vorsitzender des Parlamentsausschusses für Bildung, Jugend und Sport, wechselte aber im Sommer 2011 auf Wunsch der Fraktion in den Ausschuss für Soziales, Familie und Arbeit. Parallel dazu wählte ihn die Fraktion am 8. Juni 2011 zu ihrem sozialpolitischen Sprecher. Verbunden mit dem Ressortwechsel stieg Pfaffmann in das Führungsteam der SPD-Landtagsfraktion auf. Ferner ist er Regionalsprecher der oberbayerischen SPD-Landtagsabgeordneten.

### Ehrenämter
Von 1990 bis 2009 war Hans-Ulrich Pfaffmann Präsident, seit 2009 ist er Vizepräsident des Sportvereins Helios-Daglfing. Von 2002 bis 2019 stand er als Landesvorsitzender an der Spitze des Arbeiter-Samariter-Bundes Bayern; dieses Amt legte er am 9. Oktober 2019 nieder, weil er die politische Verantwortung in einer Affäre um falsche Abrechnungen im Rettungsdienst des ASB übernahm. Außerdem ist er stellvertretender Aufsichtsratsvorsitzender im Münchner Suchthilfeverein Condrobs e.V.

## Auszeichnungen
Pfaffmann wurde wegen seiner besonderen Verdienste um die Stadt München mit der Medaille „München leuchtet – Den Freunden Münchens“ in Silber ausgezeichnet. Am 14. Oktober 2015 wurde ihm der Bayerische Verdienstorden verliehen.